# Kreuzkapelle (Rüssingen)
Die Kreuzkapelle Rüssingen war eine Kapelle bei Rüssingen, einer Ortsgemeinde im Donnersbergkreis in Rheinland-Pfalz.

## Lage
Die Kreuzkapelle stand unweit der Adolphslinde, ungefähr 500 m nordwestlich des Dorfes. Heute kreuzen sich hier die Straße von Rüssingen in Richtung des Lindenhofes und die Werkstraße der Dyckerhoff AG; im Mittelalter die Straße von Rüssingen nach Kirchheimbolanden und von Zell nach Göllheim. Im Göllheimer Weistum von 1683 wird ein Weg in Richtung der Marnheimer Gemarkung als Heiligkreuzweg ausgewiesen.

## Geschichte
Die Kapelle war eine vorreformatorische Stiftung der Grafen von Nassau, die sie um 1469 mit Bezug zu dem nahen Göllheimer Königskreuz zum Gedenken an ihren Vorfahren Adolph von Nassau errichten ließen und bestand unabhängig von der Pfarrkirche.
Nach der Einführung der Reformation verlor sie ihre Bedeutung; die Stelle des Seelsorgers wurde nicht mehr besetzt, die dazugehörigen Güter anderweitig verpachtet. In den nachfolgenden Jahrzehnten verkam die Kirche und wurde im Dreißigjährigen Krieg beschädigt. Sie verfiel bis zum Ende des 17. Jahrhunderts vollends; die oberirdischen Teile wurden zum Wiederaufbau des Dorfes genutzt.
Urkundlich erwähnt ist sie erstmals 1549 als Wallfahrtskapelle zum Heiligen Kreuz, 1576 wird sie noch als „schöne Kirche“ bezeichnet, präsentierte sich aber 1657 nur noch als „Schutt und Gemäuer“ und erscheint 1696 ein letztes Mal auf einer französischen Kriegskarte.
1897 und 1910 bis 1912 fanden Ausgrabungen statt. Dabei kamen gut erhaltene Mauerreste, Säulenfragmente, Bodenplatten, Gewölberippen und sogar bemalte Glasscherben zu Tage. Die gefundenen Steine und Platten wurden vom Besitzer des Ackers zum Hausbau verwendet.

## Bau
Messungen ergaben eine ungefähre Länge von 26 m zu einer Breite von 19 m. Auf luftbildarchäologischen Aufnahmen vom Frühsommer 2011 sind in der Saat die Umrisse der Grundmauern der Kirche noch zu erkennen. Danach war es wohl eine dreischiffige Anlage, die zumindest im Chorbereich gewölbt war, worauf zum einen die Gewölbeprofile, die sich bei den Ausgrabungen Anfang des 20. Jahrhunderts fanden, sowie die Strebepfeiler um die Apsis herum hindeuten.
Eine Abbildung aus der Zeit findet sich auf einer Karte des Göllheimer Weistums von 1658.